# Koekelberg
Koekelberg (ˈkukəlbɛrç, anhörenⓘ) ist eine Gemeinde mit 22.648 Einwohnern (1. Januar 2024). Mit nur 1,17 Quadratkilometern Fläche ist sie nach Saint-Josse-ten-Noode/Sint-Joost-ten-Node die kleinste der 19 Gemeinden der zweisprachigen Region Brüssel-Hauptstadt in Belgien.
Landesweit bekannt ist die auf dem gleichnamigen Hügel stehende Nationalbasilika des Heiligen Herzens, eine der größten Kirchen der Welt. Sie wurde in der ersten Hälfte des 20. Jahrhunderts im Art-déco-Stil erbaut und steht am Ende einer monumentalen Straßenachse. Vor der Basilika befindet sich der Elisabethpark.
Durch Koekelberg fährt die Straßenbahnlinie 19. Am Bahnhof Simonis treffen sich außerdem die U-Bahn-Linien 2 und 6.

## Partnerstädte
Partnerstädte Koekelbergs sind in Frankreich die Stadt Hyères im Département Var und in Spanien die Stadt Sanlúcar de Barrameda in Andalusien.

## Verkehr
Die wohl wichtigste Station auf dem Gemeindegebiet ist Simonis, wo sowohl S-Bahn-Linie S10 als auch die Metro-Linien 2 und 6 einen Halt einlegen, und zudem Umsteigemöglichkeit zu den Tramlinien 9 und 19 besteht, die beinahe das gesamte Gemeindegebiet erschließen. Die Metro-Stationen Osseghem und Ribaucourt (bei Linien 2 und 6) liegen nur wenige Meter hinter der Gemeindegrenze, genau wie die Station Étangs Noirs/Zwarte Vijvers (Linien 1 und 5). Weitere Buslinien sorgen für die Feinerschließung Koekelbergs.

## Weblinks

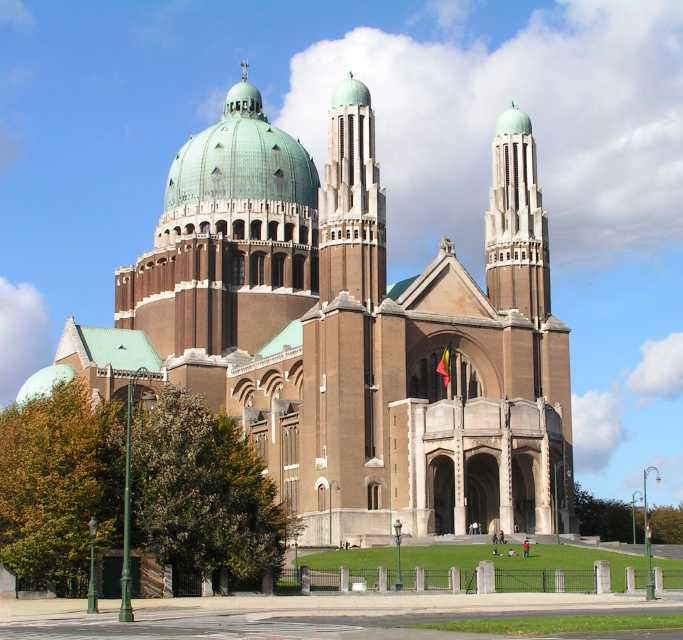
Nationale Basilika Sacré-Cœur/Heilig Hart

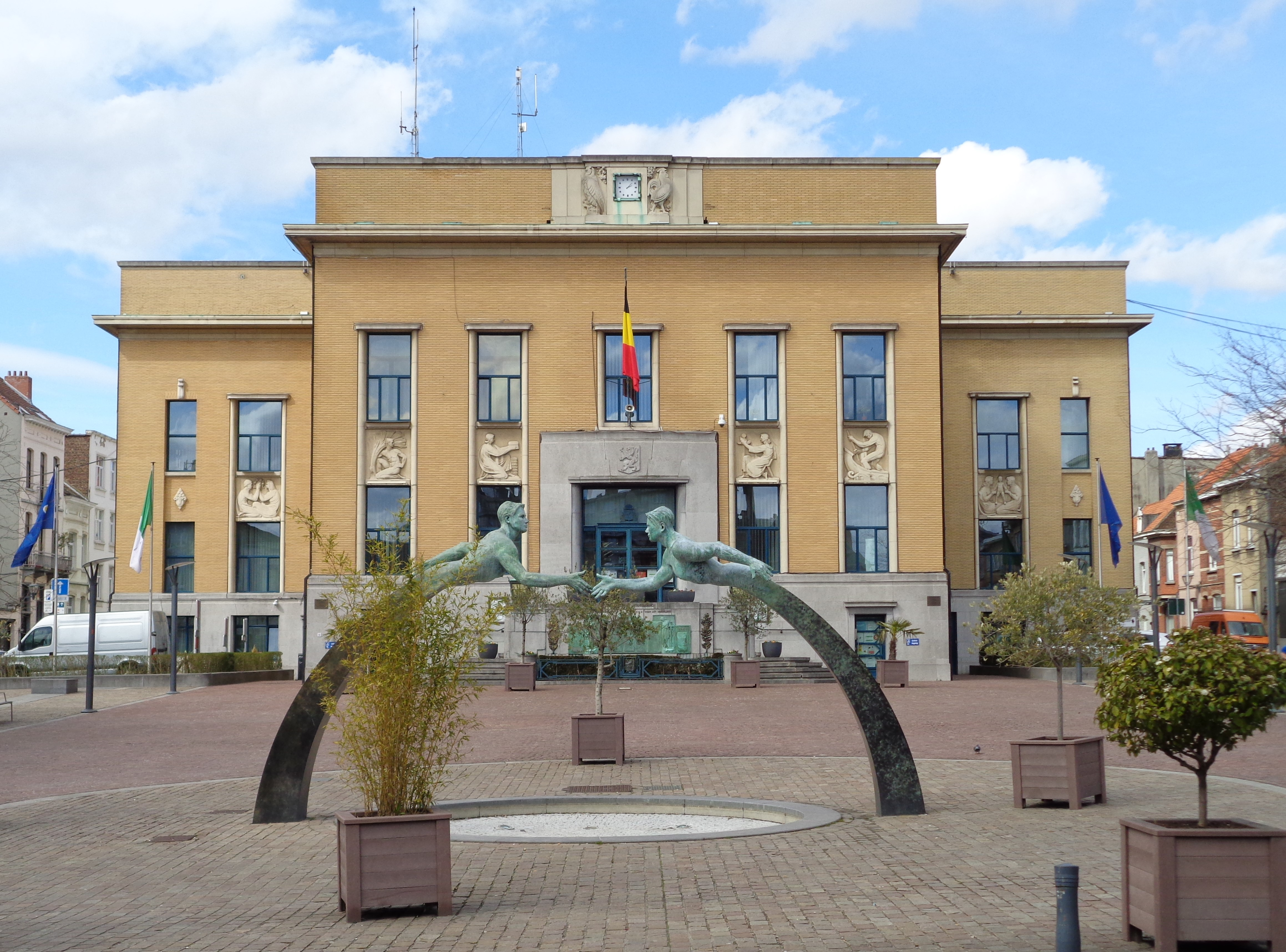
Rathaus der Gemeinde Koekelberg, Place Henri Vanhuffel